# Лайгон, Джим
Джеймс Томас «Джим» Лайгон (англ. James Thomas "Jim" Ligon; 22 февраля 1944 года, Кокомо, штат Индиана — 17 апреля 2004 года, Луисвилл, штат Кентукки) — американский профессиональный баскетболист, который выступал в Американской баскетбольной ассоциации, отыграв семь из девяти сезонов её существования.

## Ранние годы
Джим Лайгон родился 22 февраля 1944 года в городе Кокомо (штат Индиана), там же учился в одноимённой средней школе, в которой играл за местную баскетбольную команду.